# サリー・ハスランガー
サリー・ハスランガー（Sally Haslanger, 1950年- ）は、アメリカ合衆国の哲学者。現在、マサチューセッツ工科大学言語学・哲学科のフォード哲学教授を務める。2015年にはアムステルダム大学の哲学スピノザ講座に就いた
。

## 略歴
1977年にリード・カレッジを卒業後、1985年にカリフォルニア大学バークレー校で哲学の博士号を取得した。これまでに、プリンストン大学、ペンシルベニア大学、およびミシガン大学アナーバー校で教鞭をとった。
ハスランガーはアメリカ哲学会によって2011年のカルス講師に選ばれた。女性哲学協会は、彼女に2010年卓越女性哲学者賞を授与し、アメリカ合衆国における「最も優れたフェミニスト分析哲学者」の一人であると紹介した。過去にはアメリカ哲学会の東部部会の会長を務め、2015年にはアメリカ芸術科学アカデミー会員に選出された。2018年にはグッゲンハイム・フェローシップを授与された。ジェンダーと人種に関する近年の哲学的研究を扱うオンライン学術誌『ジェンダー、人種、哲学に関するシンポジウム（Symposia on Gender, Race and Philosophy）』の共同編集者も務める。
配偶者はMITで同僚でもある哲学者のスティーヴン・ヤブロである。

## 研究
ハスランガーはこれまでに、形而上学、フェミニスト形而上学、認識論、フェミニスト理論、古代哲学、社会・政治哲学を扱った論考を発表してきた。自ら語るところによると、彼女の仕事の多くは、変化を通じた持続性、客観性と客体化（モノ化、objectification）、そしてキャサリン・マッキノン（Catharine MacKinnon）のジェンダー理論という三テーマに焦点を当てている。
彼女は、自然種（natural kinds）としばしばみなされるカテゴリー、特に人種やジェンダーといった対象について、その社会的構築に関する画期的な業績を残した。これらのテーマに関する彼女の主要な作品は、論文集『実在への抵抗：社会構築と社会批評（Resisting Reality: Social Construction and Social Critique）』（オックスフォード大学出版局、2012年）に収められている。同書は2014年にアメリカ哲学協会のジョセフ・B・ギトラー（Joseph B. Gittler）賞を受賞した。この賞は、社会科学の哲学において優れた学術的貢献をもたらした成果に与えられる。

## 著作
- Theorizing Feminisms: A Reader (co-edited with Elizabeth Hackett), Oxford University Press, 2005.[11]
- Adoption Matters: Philosophical and Feminist Essays (co-edited with Charlotte Witt), Cornell University Press, 2005.[12]
- Persistence: Contemporary Readings (co-edited with Roxanne Marie Kurtz), MIT Press, 2006.[13]
- Resisting Reality: Social Construction and Social Critique, Oxford University Press, 2012.